# Aeroportul Ponta do Ouro
Aeroportul Ponta do Ouro (IATA: PDD, ICAO: FQPO) este un aeroport din Matutuíne (distrito)⁠(d), Provincia Maputo, Mozambic ce deservește zona Ponta d'Ouro. A fost numit după zona deservită.
Situat la o altitudine de 28 m, aeroportul dispune de o singură pistă.